# Derschlag
Derschlag ist ein Ortsteil von Gummersbach im Oberbergischen Kreis im südlichen Nordrhein-Westfalen, Deutschland.

## Geographie
Derschlag erstreckt sich im Tal der Agger um die Einmündung von zweien ihrer Nebenflüsse. Der Ort liegt an der B 55 und ist über die hier kreuzende B 256 an die Bundesautobahn 4 angeschlossen, stellt somit eine der beiden Gummersbacher Autobahn-Anschlussstellen dar.
Der östliche Ortsrand ist gleichzeitig Grenze zu Gummersbachs Nachbarstadt Bergneustadt.

## Geschichte

### Erstnennung
1447 wurde der Ort zum ersten Mal urkundlich erwähnt, als der Homburger Rentmeister Johann van Flamersfelt in seinen Rechnungen Einnahmen von zwei Gulden wegen eines Gefangenen zu Derßlacht auswies.

### Namensgebung
Bereits in der Erstnennung des Ortes 1447 erscheint der Name Dersslacht. Auf einer Karte aus dem Jahre 1554, die W. Engels Gerichtsakten aus der Zeit zwischen 1522 und 1560 entnahm und die eine Darstellung der Landwehr im Norden des Eckenhagener Gebietes enthält, erscheint unmissverständlich ein Schlagbaum am Zusammenfluss von Dörspe und Steinagger (Letztere hatte im Gegensatz zur heutigen Zeit damals offenbar einen leicht veränderten Verlauf). In den zeitgenössischen Dokumenten sowie wohl auch im Sprachgebrauch der ortsansässigen Menschen wurde dieser Schlagbaum offenbar generell als der Schlach bezeichnet. Auf Arnoldus Mercators Karte von 1575 stehen für die drei mittelalterlichen Ortskerne die Namen Ober Derßlich, Nider Derßlich und Eulen Hone (jetzt Eulenhof). Gerhard Mercator nannte den Ort auf seiner Karte von 1585 Durslinck. Theodor Braeucker fand zunächst in einem alten Schriftstück den Namen Derslunck. Später stellte er in einer Urkunde von 1665 den Namen Dersslag und in einem Stammbuch der Familie Ising Dörsslag fest. Seit etwa 1700 wird der Ort Derschlag genannt. Mit hoher Wahrscheinlichkeit kann davon ausgegangen werden, dass die Voraussetzungen für die Namengebung des Ortes erst mit der Teilung des bis dahin rein bergischen Gebietes in ein solches von Berg und Mark im Jahre 1273 gegeben waren. Die zwischen den beiden Besitztümern gelegene Landwehr, die vom Ahesiepen bis zur Ortschaft Hecke nachweisbar war, nahm ihren Verlauf entlang der Dörspe und wurde durch einen Schlagbaum unterbrochen, der vermutlich an der Einmündung der heutigen Eckenhagener Straße in die Kölner Straße zu liegen kam. Vermutlich aufgrund der hohen wirtschaftlichen Bedeutung, die dem Schlagbaum an dieser Stelle zukam, da hier insbesondere die ökonomisch wichtige „Eisenstraße“ die Dörspe sowie anschließend die Agger überquert, erhielt der sich entwickelnde Ort im Verlauf den heutigen Namen „Derschlag“, wegen seiner Lage am „Dörspe-Schlag“.

### Siedlungsgründung
Die älteste nachweisbare Siedlung in Derschlag lag am Zusammenfluss von Agger, Dörspe und Steinagger. Dort nimmt heute die Grabenstraße ihren Anfang.
Gesicherte Nachweise über die Besiedlung des Ortes Derschlag gaben die beiden befestigten Burghäuser, die im Ort standen. Konkrete Hinweise bezüglich der Gründung dieser Anlagen liegen allerdings nicht vor. Da steinerne Befestigungsanlagen in der Regel erst im Hochmittelalter erbaut wurden, lässt sich aus der Tatsache der Existenz entsprechender Bauwerke der vorsichtige Rückschluss auf eine Besiedlung während dieser Epoche ziehen, eher erscheint jedoch eine Errichtung im Spätmittelalter wahrscheinlich. Zur Zeit der ersten Landnahme (7. bis 8. Jahrhundert) wiesen die Steilhänge und sumpfüberzogenen schmalen Talzonen im Oberbergischen Land die Landsucher ab. Die Tallandschaft im Bereich des Zusammenflusses von Agger, Dörspe und Steinagger bot den Bauern nur sehr beschränkten Wirtschaftsraum. Sie sahen vielmehr auf den Höhen bessere Siedlungsmöglichkeiten. Derschlag war nur ein peripherer Siedlungsfleck der Bauerschaft Bernberg. Auf Distanz lagen sich die Einzelhöfe Ober Derßlich, Nider Derßlich und Eulen Hone (jetzt Eulenhof) gegenüber. 1820 wurde das erste der Burghäuser abgerissen, nur der vierseitige Turm hielt sich länger. Vom nahegelegenen Wohnhaus (jetzt zur Firma Bohle gehörend) ging eine Zugbrücke zum Turm, von dem die Arbeiter mit einem Hornsignal zum Essen gerufen wurden. Die obere Fläche des Turms fand aber noch eine andere Verwendung. Da sie mit glatten Steinen belegt war, eignete sie sich besonders gut als Tanzfläche und diente als solche bis in die 1870er Jahre.
Der Standort des zweiten Burghauses befand sich im späteren Haus Wilhelm Dick. Das turmhohe Mauerwerk wurde 1856 abgebrochen, den daneben befindlichen alten Teil nutzte man als Keller.

### Mittelalter
Oberderschlag war schon im Mittelalter ein Sattelgut und in dieser Zeit von größter Bedeutung, denn in Kriegszeiten musste es entsprechend seiner Größe Ross und Reiter stellen und durchziehende Truppen verpflegen. Doch nicht nur der Krieg, sondern auch die Kirche verlangte ihren Tribut. Um 1300 wurde das Gut abgabenpflichtig an die Kirche Marienhagen. Die Erbeingesessenen von Oberderschlag hielten sich allerdings in späteren Jahren an die Kirche in Gummersbach. Dort hatten sie die ersten und besten Sitze und ihre Begräbnisse fanden vor oder neben dem Altar statt. Bei der Wahl des einflussreichen Predigers kam ihnen das erste Votum zu, außerdem hatten sie neben dem Hauptaltar einen höchsteigenen Altar. Von diesem wurde ihnen viermal im Jahr die Predigt gelesen. Als Gegenleistung ging eine der besten Wiesen Auf dem Sattel an die Kirche. Das Sattelgut war oberhalb und unterhalb von Zollschranken eingegrenzt, weil die Agger die Grenze zwischen den Territorien des Herzogtums Berg und der Grafschaft Mark bildete. Die anfallenden Einnahmen aus den Zollschranken gingen zu gleichen Teilen an die beiden Landesherren.

### Öffentliche Einrichtungen und Industrie
1720 wurde die erste Schule im Eulenhof errichtet. Später wurde im Schulgarten an der Kölner Straße ein einstöckiges Schulgebäude und 1857 die evangelische Volksschule errichtet. Untrennbar ist die Schulentwicklung mit dem Namen Theodor Braeucker verbunden. Auch seine wissenschaftlich-botanischen Arbeiten und Beiträge zur Heimatgeschichte sind von bleibender Bedeutung. Zur Wende vom 19. zum 20. Jahrhundert konnte jede Gemeinde sich ihre eigene Kirche errichten. Die evangelische Kirche kaufte das Gartengrundstück vom Gastwirt Carl August Huland sowie kleinere Grundstücke und erbaute die heutige Emmauskirche, die 1891 geweiht wurde. Die katholische Kirche erwarb einen Bauplatz von der Familie Torlei. 1882 hatte sich bereits eine Baptistengemeinde gegründet.
Mitte des 19. Jahrhunderts begann die Industrialisierung. Bereits 1856 gründete August Hörder eine Strumpfwarenfabrik in Derschlag und 1869 errichtete Martin Baldus auf der Dümmlinghauser Mühle die Reißwollfabrik M. & W. Baldus. Ein wichtiges Ereignis für den Ort war die Fertigstellung der Eisenbahnstrecke. Von 1887 bis 1896 war Derschlag der Endpunkt des Eisenbahnverkehrs. Zur Weiterführung der Strecke nach Bergneustadt und Olpe wurde in Oberderschlag ein wichtiger Haltepunkt eingerichtet, doch zum Weiterbau der Strecke musste ein Damm errichtet werden, so dass die bisher direkt in den „Sammelpuhl“ unten und oben fließende Steinagger umgeleitet werden musste. Hunderte Bauarbeiter wurden angeworben und die Steinagger längs des Aggerbergs geführt.
Doch die fließenden Gewässer bedeuteten nicht nur einen großen Mehraufwand bei Baumaßnahmen, sie wurden mit ihrer Wasserkraft für die Wirtschaft immer nützlicher. Aus der Mumicke legte man einen Mühlengraben bis zum späteren Sägewerk Bleichert. Hier nutzte man das Wasser für den Mühlenbetrieb und versorgte später ganz Oberderschlag mit elektrischem Strom. Schließlich baute man dort eine im ganzen Umkreis einmalige Schwimm- und Badeanstalt, in der viele Schüler aus Derschlag und Bergneustadt das Schwimmen lernten. 1926 wurde Oberderschlag von Gummersbach eingemeindet und die Stromversorgung vom RWE übernommen.

### Vor den Weltkriegen
Bis zum Ersten Weltkrieg sprach Oberderschlag eine andere Mundart als Unterderschlag. Dies ist ein Beispiel dafür, wie sprachscheidend die sächsisch-fränkische Landesgrenze sich im Oberbergischen ausprägte. Wegen der Zugehörigkeit zum Eigen Eckenhagen sprach die bodenständige Bevölkerung in Oberderschlag die sächsische („eckenhän’sche“ (= Eckenhagener)), während das zur Grafschaft Gimborn-Neustadt gehörende Unterderschlag von jeher die fränkische („schwarzenbergische“) Mundart sprach.
Ein weiterer Ausdruck für Oberderschlag war „das Holzviertel“ – mit den drei Sägewerken Becker, Bleichert und Lepperhoff, der Kistenfabrik Bleichert, der Stellmacherei Fastenroth mit Holzverarbeitung, Edelhagen und Thomas mit den drei Schreinereien Barth, Heitmann und Kriegeskotte sowie dem Langholztransport Puhl gewiss eine zutreffende Bezeichnung. Nachdem sich auch eine Filiale der Städtischen Sparkasse und die Genossenschaft der Spar- und Darlehenskasse hier niedergelassen hatten, nahm Derschlag einen regen Aufschwung. Viele Arbeiter aus der weiteren Umgebung konnten in der nun aufblühenden Industrie beschäftigt werden. Auch das Leben im Ort profitierte davon. Man ging nach Derschlag zum Tanz und (bei Torlei) ins Kino; in den Arbeitspausen strömten die Arbeiter in den Ort. Große Feste in der Gaststätte „Eckenhagener Hof“, Schützenfeste, Elisabeth-Feste, Sängerfeste und die weit bekannten Gauturnfeste förderten das Gemeinschaftsgefühl im Ort. Ende der 1920er Jahre wurde die im Ortsteil Auf dem Kloster befindliche Filiale des Remscheider Haushaltsgeräteherstellers Alexanderwerk durch Brand vernichtet. Das Gelände wurde dann zunächst als Fußballplatz des FC Borussia Derschlag genutzt und in den 1930er Jahren als Wohnsiedlung ausgebaut.

### Zweiter Weltkrieg
1939 begannen die Kriegsjahre. Väter und Söhne verschwanden aus dem Ortsbild; ihre Plätze in den Fabriken wurden durch Frauen und zunehmend durch arbeitsverpflichtete Polen und Russen ersetzt. Schließlich rief man Jungen und Mädchen zum Westwalleinsatz. Zu Beginn des Krieges war das Sägewerk Bleichert ein Raub der Flammen geworden. Bald schon begann hier der Wiederaufbau. Am 19. November 1943 wurden die Kistenfabrik Bleichert und das Sägewerk Lepperhoff durch Brandbomben vernichtet. Am 11. April 1945 stand das zweite Bataillon des US-Infanterieregimentes 310 vor Derschlag. In der Nacht lagen die Orte im Aggertal unter Artilleriefeuer. Die Dörspebrücke wurde von Pionieren gesprengt, was nur teilweise gelang; die Aggerbrücke blieb nach Einspruch des Aggerverbandes verschont.

### Nachkriegszeit
Nach Kriegsende wurden die alten Parteigenossen verpflichtet, sich an der Wiederherstellung der Dörspebrücke aktiv zu beteiligen. Im Derschlager Gebiet übergab die britische Militärregierung die Überwachungsaufgabe an die 2. Belgische Infanteriebrigade. Ihre Aufgaben waren die Demokratisierung und die Dezentralisierung. Bald kamen vor allem aus Schlesien zahlreiche Heimatvertriebene nach Derschlag, die zunächst in Notquartieren untergebracht wurden. Lebensmittelkarten sicherten den nötigsten Nahrungsbedarf. Firmen gaben Deputate, man ging auf Hamstertour, der Tauschhandel blühte. So wurde der Bahnhof als „Wollbörse“ bekannt. Er wurde zum Treffpunkt der von weither anreisenden Tauschinteressenten, denn Tabak, Kaffee und Lebensmittel konnte man hier gegen Wolle einlösen.
Mit der Währungsreform vom 20. Juni 1948 wurden die Lebensmittelkarten überflüssig und es ging wieder bergan. Schon 1949/50 entstand auf der Mühlhelle die erste neue Siedlung. Bald folgte die Sienhardt und schließlich der Epelberg. Hier baute man 1953 auch eine Hauptschule, 1955 eine Turnhalle, und nach der Erweiterung 1971 wurde am 14. August 1978 eine neue Hauptschule fertiggestellt, die 1987 zu einer sechszügigen Gesamtschule mit gymnasialer Oberstufe umgewandelt wurde.

## Kultur und Sport

### Schulen und Bildungseinrichtungen
- Astrid-Lindgren-Schule
- Städtische Gesamtschule Derschlag

### Kirchengemeinden
- Ev. Emmaus-Kirchengemeinde Wiedenest-Derschlag. Bis zum Ende des 19. Jahrhunderts gehörten die evangelischen Derschlager zu einem Teil der Kirchengemeinde Gummersbach, zum anderen Teil der Kirchengemeinde Eckenhagen an; im Jahr 1891 wurde die Ev. Kirchengemeinde Derschlag errichtet und im selben Jahr die heutige Emmauskirche eingeweiht. Im Jahr 2016 feierten Gemeinde und Kirche ihren 125. Geburtstag. Zum 1. Januar 2023 bildete die Kirchengemeinde Derschlag mit der Ev. Kirchengemeinde Wiedenest eine Gesamtgemeinde, die den Namen Ev. Emmaus-Kirchengemeinde Wiedenest-Derschlag trägt.
- Kath. Pfarrgemeinde St. Elisabeth
- Seit 1882 existiert in Derschlag eine Evangelisch-Freikirchliche Gemeinde (Baptisten); ihr Gemischter Chor hat sich bereits zwei Jahre früher gegründet.[4]

### Sehenswürdigkeiten
- Aussichtsturm Derschlag auf dem Dorner Kopf (südlich des Ortes auf den linken Aggerhöhen), erbaut 1904 von Otto Bubenzer im Stil einer künstlichen Ruine. 63 Stufen führen hinauf zur Aussichtsplattform des denkmalgeschützten Turms.[5]

### Wandern und Radwege
Folgende Wanderwege werden vom Wanderparkplatz Derschlag vom Sauerländischen Gebirgsverein angeboten:
- T (6,5 km) – Raute (5,8 km)

### Sportvereine
- Der TuS Derschlag gilt als zweiterfolgreichste Handballmannschaft der Stadt Gummersbach, der in den 1970er-Jahren ebenfalls kurzzeitig in der 1. Liga spielte und momentan in der Oberliga Mittelrhein spielt.[6] Neben dem Handball besitzt der TuS auch eine Turn- und eine erfolgreiche Schwimmabteilung.
- Der FC Borussia Derschlag ist der Fußballverein des Ortes. Er trennte sich 2004 vom TuS Derschlag ab und spielt nun wieder unter seinem ursprünglichen Namen in der Kreisliga A.

## Verkehr (Bus und Bahn)

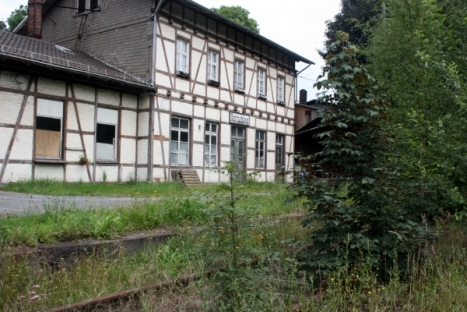
Bahnhofsgebäude der ehem. Aggertalbahn, 2010

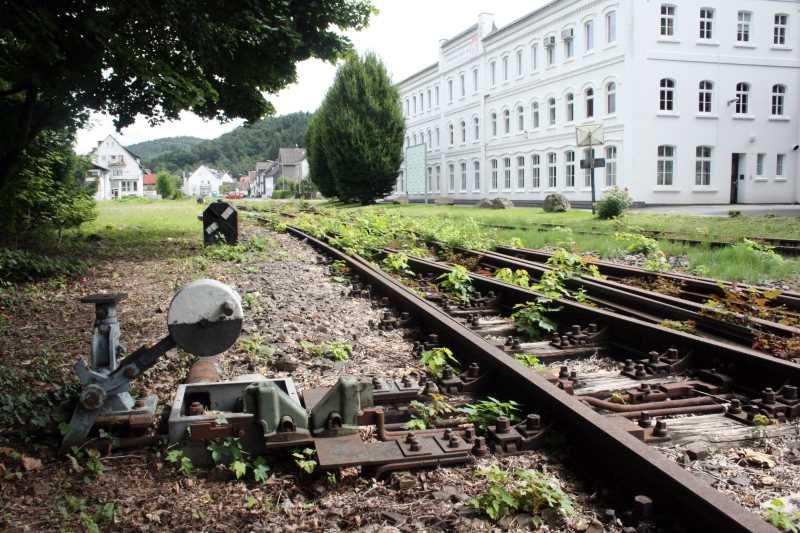
Bahnhofsgelände, 2010

Die Haltestellen Großenohl, Raiffeisen-Genossenschaft, Derschlag Mitte und Derschlag Busbahnhof werden über die Buslinie 301 (Gummersbach – Bergneustadt / Olpe), die Haltestellen Lindenstraße, Vereinshaus, D. Busbahnhof, Oberderschlag und Baldenberg Abzw. über die Buslinie 303 (Gummersbach – Eckenhagen / Waldbröl) und die Haltestellen Baldenberg Abzw., Oberderschlag und D.-Busbahnhof über die Buslinie 348 (Dieringhausen – Merkausen – Derschlag) angeschlossen.
Früher hatte Derschlag zwei Bahnhöfe: einen Kleinbahn-Güterbahnhof der Gummersbacher Kleinbahnen auf dem Platz, auf dem sich heute der Busbahnhof befindet, und den Bahnhof Derschlag an der Strecke Siegburg–Olpe. Letzterer existiert heute noch, bis März 2013 lagen dort Gleise, die Raiffeisengenossenschaft ist hier ansässig. In Oberderschlag befand sich an der Auffahrt zur Heerstraße ein weiterer Haltepunkt der Bahnstrecke von Dieringhausen nach Olpe. Die Gleise am dortigen Bahnübergang über die Eckenhagener Straße wurden vor ein paar Jahren entfernt. Die Gummersbacher Kleinbahnen (Normalspur) Richtung Niederseßmar und Dümmlinghausen wurde in den 1950ern stillgelegt und abgebaut. Sie befand sich in diesem Bereich auf alten Gleisen der Strecke Dieringhausen-Olpe, nachdem diese an den Hang verlegt worden war. Die Strecke nach Olpe verlor ihren Personenverkehr 1979 und wurde in den 1990ern ganz stillgelegt. Sie existiert nur noch in Teilstücken. Ursprünglich angedacht war auch eine Stichstrecke bis nach Eckenhagen sowie eine Verlängerung der Kleinbahn nach Bergneustadt. Beide Projekte wurden aber nie realisiert. Nach Bergneustadt verkehrte nach der Stilllegung der Kleinbahn noch ein paar Jahre ein Oberleitungsbus (Oberbergische Verkehrsgesellschaft), der dann durch die bis heute verkehrenden Omnibusse ersetzt wurde. Die Verbindung der beiden Bahnstrecken befand sich bis 1953 hinter der Gaststätte „Holländer Diele“, eine Metallbrücke dieser Verbindung existiert dort heute noch.